# Henri Salengro
Pour les articles homonymes, voir Salengro.
Henri Salengro, né le 23 avril 1904 à Dunkerque (Nord) et mort le 21 décembre 1958 à Lille (Nord), est un homme politique français.

## Biographie
Frère de Roger Salengro, il est élu député de la 2e circonscription de Lille ainsi que conseiller général du canton de Lille-Sud-Ouest, après son décès, et le reste jusqu'en 1940.
Le 10 juillet 1940, il vote en faveur de la remise des pleins pouvoirs au maréchal Pétain.

## Sources
- « Henri Salengro », dans le Dictionnaire des parlementaires français (1889-1940), sous la direction de Jean Jolly, PUF, 1960 [détail de l’édition]